# Jean-Pierre Droz
Pour les articles homonymes, voir Droz.
Jean-Pierre Droz (1746-1823) est un médailleur et inventeur neuchâtelois et français.
Il est le père du sculpteur Jules-Antoine Droz, et parent des horlogers Pierre Jaquet-Droz et d'Henri-Louis Jaquet-Droz.

## Biographie
Jean-Pierre Droz est auteur de diverses inventions. Il s'adonna à la gravure de médaille et à la fabrication des monnaies, frappa les monnerons, qui eurent cours sous la République, trouva le moyen de multiplier la gravure des coins de monnaie, invention qui fut appliquée à la fabrication des assignats, et fut nommé directeur de la Monnaie des médailles, aux côtés de Pierre-Joseph Tiolier et Jean-Bertrand Andrieu.

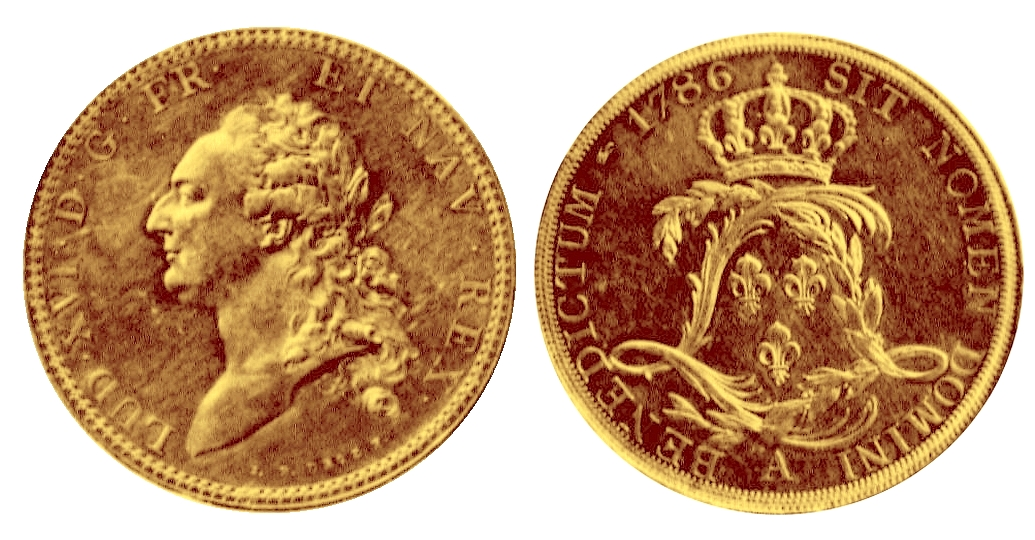
Essai en or d'écu d'argent de 60 sols pour Louis XVI, 1786. Cette modèle, dit « de Calonne », n'eut pas de circulation courante.

Il grave en 1786 pour Louis XVI un nouveau modèle d'écu de 60 sols dans le cadre de la réforme monétaire de Charles Alexandre de Calonne (1734-1802), ministre et contrôleur général des finances de Louis XVI entré en fonction en 1783. Mais ce dernier est renvoyé le 10 avril 1787 et cette monnaie ne sera pas mise en circulation bien qu'un petit nombre ai été frappé. Cet écu, qui bénéficiait des progrès pour la fiabilité et la technicité de frappe apportés par Droz est appelé « écu de Calonne ». 
Jean-Pierre Droz grava ensuite quelques médailles et monnaies, entre autres sous le Premier Empire. 

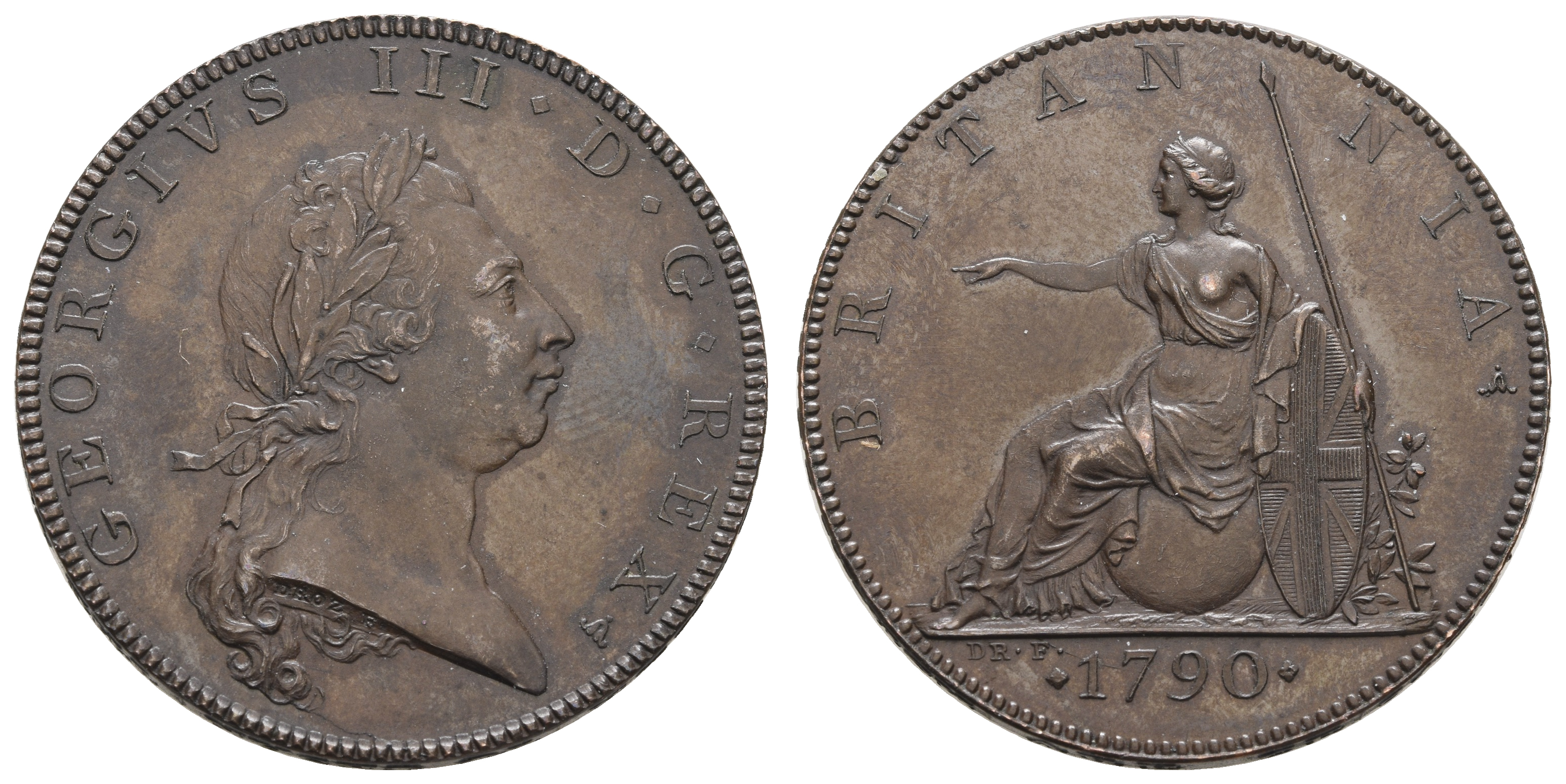
Essai en cuivre d'un demi-penny pour George III, frappé en 1790 à la Soho Mint de Matthew Boulton, avec inscription sur le bord en relief : RENDER TO CESAR THE THINGS WHICH ARE CESARS

Dans l'intervalle, il fut employé par Matthew Boulton à sa Soho Mint, où il a produit de nombreux essais en cuivre, ainsi que des pièces coloniales, dont la « un penny » destinée aux Bermudes (1793).

### Source
Cet article comprend des extraits du Dictionnaire Bouillet. Il est possible de supprimer cette indication, si le texte reflète le savoir actuel sur ce thème, si les sources sont citées, s'il satisfait aux exigences linguistiques actuelles et s'il ne contient pas de propos qui vont à l'encontre des règles de neutralité de Wikipédia.